# Almaș (okręg Arad)
Almaș – wieś w Rumunii, w okręgu Arad, w gminie Almaș. W 2011 roku liczyła 1377 mieszkańców. 